# Brahmaea carpenteri
Brahmaea carpenteri är en fjärilsart som beskrevs av Butler 1883. Brahmaea carpenteri ingår i släktet Brahmaea och familjen Brahmaeidae. Inga underarter finns listade i Catalogue of Life.